# Ernst Barlach
Ernst Barlach (Wedel, 2. siječnja 1870. – Rostock, 24. listopada 1938.) je bio njemački kipar, grafičar i dramatičar; predstavnik ekspresionizma u njemačkom kiparstvu. Najpoznatiji je po svojim vjerskim i mističnim figurama pod utjecajem gotičkih drvenih skulptura, te pozamašanim figurama seljaka koje su inspirirane njegovim putovanjem u Rusiju 1906. god.

## Život i djelo
Nakon studija u Hamburgu, Dresdenu, i ukratko u Parizu, doselio se u Berlin 1899. godine. Na umjentičkoj sceni se prvi put javlja 1906. godine s porculanskim plastikama u jugendstilu, među kojima se naročito istaknula portretna bista glumice Tille Durieux. Na njega su utjecala njemačka kasnosrednjovjekovna drvena skulptura i boravak u Rusiji. Otada izrađuje, gotovo isključivo u drvetu, rjeđe u bronci, svoje značajne i znatno stilizirane likove seljaka, prosjaka i skitnica, koje uza svu njihovu glomaznost prožima snažno unutarnje gibanje. 
Izbjegavajući gradsku vrevu smjestio se u sjevernom gradu Güstrowu 1910. god. Žar za ratom, koja se očituje u njegovim djelima u kojima slavi pravednost njemačkog razloga za Prvi svjetski rat, ubrzo je ugašen. Volontirao je kao liječnik, a zatim u pješaštvu od prosinca 1915. godine, što je napustio nakon tri mjeseca zbog srčanih problema. Nakon toga stvorio je nezaboravne spomenike u drvu i bronci upozoravajući na tragične posljedice rata, u crkvama diljem Njemačke.
Od oko 1909. do 1926. godine, radio je pod ugovorom s Paulom Cassirerom, koji je poticao njegove umjetničke grafike i objavio gotovo sve njegove otiske. Prve otiske, više od dvjesto crno-bijelih litografija i drvoreza, uključujući i grafike za pet knjiga i drama je on sam pisao, je izdao 1912. godine. Na nagovor Cassirera je, također napravio i drvoreze koji ilustriraju tekstove Johanna Wolfganga von Goethea, Friedricha Schillera i drugih, i samo je jednu ilustrirao nakon smrti izdavača 1926. god.
Kao književnik javlja se tek poslije svoje 40. godine i napisao je osam ekspresinoističkih drama, dva romana i autobiografiju Ein selbsterzähltes Leben (1928.). Nakon 1933. godine, nacisti spaljuju njegove knjige, te mu izbacuju slike i skulpture iz crkava i muzeja (njih 381). Označen kao „izopačena umjetnost”, zabranjeno mu je bilo izlagati, kao i izvedba njegovih drama. Oslabljen zbog nacističkih progona, umro je 1938. godine.
Poslije Drugoga svjetskog rata postavljena su četiri njegova spomenika: „Lebdeći anđeo” u crkvi u Güstrowu, spomenici u Kielu, magdebuškoj katedrali i Hamburgu. Surađivao je u münchenskom časopisu Simplicissimus. U njegovu djelu snažno su naglašeni socijalni proturatni motivi.
- Galerija odabranih djela
- Stari ples (1920.), Museum der bildenden Künste, Leipzig
- Lebdeći anđeo (Der Schwebende) (1927.-53.), katedrala u Güstrowu
- Duh vojnika (1928.) iz Kiela u Berlinu
- Magdeburški spomenik (1928.-29.)
- Prosjak (1930.), katedrala u Ratzeburgu

## Vanjske poveznice
- Udruženje Ernst Barlach, Hamburg (njem.)
- [neaktivna poveznica] na dalje.com
- Dani Ernsta Barlacha u Mostaru 2009.  Arhivirana inačica izvorne stranice od 7. rujna 2014. (Wayback Machine)